# Língua otomi
Otomi, com pronúncia Espanhola Otomí é uma língua Oto-Mangueana, uma das línguas indígenas do México, falada por cerca de 240 mil pessoas do povo Otomi no Planalto Mexicano.

## Dialetos
É uma língua falada em muitos dialetos que formam um “continuun” de variantes, alguns dos quais não são mutuamente inteligíveis. A palavra Hñähñu [hɲɑ̃hɲũ¹] foi proposta como um endônimo (como uma lingua é chamada pelos falantes), mas como esse representa um dos dialetos, essa denominação entrou em desuso. Os lingüistas classificaram os atuais dialetos em três grupos, conforme as areas:
- Noroeste, falados em Querétaro, Hidalgo e Guanajuato;
- Sudoeste, falados no estado do México;
- Leste, falados nas terras altas de Veracruz, Puebla, leste de Hidalgo e em vilarejos de Tlaxcala e estado do México.

## Gramática
Como as demais línguas Oto-Mangueanas, Otomi é uma Língua tonal e a maioria das variantes distinguem três tons. Os substantivos são marcados somente pelo possessor, por prefixos ou proclíticos; o Plural é marcado pelo artigo definido e por sufixo no verbo. Alguns dialetos ainda mantem o histórico número Dual. Não há marcação de caso gramatical e a morfologia verbal é fusional. Nas inflexões verbais os processos principais são mutação de consoantes, apócope, infixos, havendo muitos verbos irregulares. O sujeito de uma sentença apresenta referências cruzadas com muitos por muitos formativos fusionais, os quais marcam Tempo, Aspecto e Modo. Dependendo do dialeto e do investigador, esses formatives são relatados como sendo palavras completas, proclíticos ou prefixos. Os verbos são flexionados tanto para objeto direto ou dativo (indireto), mas não simultaneamente, por sufixos. Há também inclusividade (linguística). A sintaxe do Otomi tem alinhamento acusativo-nominativo e também alinhamento (em oposição ao alinhamento por objeto primário).

## Reconhecimento
Depois da conquista espanhola, o ‘’Otomi’’ começou a ser escrito com o Alfabeto latino por obra dos frades, principalmente Franciscanos, que passaram a ensinar os Otomi a escrever a língua usando a Alfabeto Latino. Essa lingual é o chamado “Otomi Clássico”. Muitos códices e gramáticas foram compostos nessa língua. Porém um estereótipo negativo dos Otomi promovido pelos Náuatles e perpetuado pelos Espanhóis resultaram numa queda na estatura da cultura Otomi, os quais começaram a abandonar sua língua, adotando o espanhol. Uma atitude maior a favor da língua Otomi começou a ocorrer em 2003 com o reconhecimento legal do Otomi como uma língua  nacional do México junto com outras 62 línguas ameríndias.

## Nome da língua
O nome Otomi vem do Náuhatle otomitl, que possivelmente deriva da palavra antiga totomitl "caçador de pássaros". Não é um endônimo”, pois os Otomi se chamam a si próprios de Hñähñú, Hñähño, Hñotho, Hñähü, Hñätho, Yųhų, Yųhmų, Ñųhų, Ñǫthǫ ou Ñañhų dependendo do dialeto.Ver a ”lista de dialetos Otomi” para saber qual dialeto usa qual nome. A maioria desses nomes são compostos de morfemas para com significado "falar" e  "bem".
A palavra Otomi entrou no espanhol via Nahuatl e é usada para descrever um extensor grupo étnico Otomi e um “continuun” de dialetos. Do Espanhol, a palavra Otomi se impregnou na linguística e na literatura antropológica. Entre os linguístas, sugestões foram feitas no sentido de uma denominação acadêmica, Hñähñú, em lugar de Otomi. Essa palavra é o endônimo do dialeto Otomi do vale de Mezquital valley; Não há um endônimo comum dentre todos os dioaletos Otomi.

## Classificação
A lingua pertence ao ramo “Oto-Pemeano” das línguas “Oto-manguanas”. Entre as Oto-Pemeanas, o Otomi é uma lingua do Sub-grupo Otomiano que também a Masahua, Matlatzinca e “Ocuilteco/Tlahuica”.

## História
As línguas Oto-Pameanas podem ter se separado das outras línguas Oto-Mangueanas por volta de 3500 A.C. Dentro do ramo Otomiano, um Proto-Otomi parece ser se destacado das Proto-Mazahua por volta de 500 D.C. Aproximadamente . 500 AD. Around 1000 AD, Proto-Otomi began diversifying into the modern Otomi varieties.

### Proto-Otomi e pré colonial
Muito do território central do México foi habitado por falantes de línguas Oto-Pameanas, antes da chegada dos falantes de Nahuatle; além disso, a distribuição geográfica de estágios ancestrais das modernas línguas indígenas do México e suas associações com várias civilizações ainda permanecem indeterminadas. Foi proposto que que o Proto-Otomi-Mazahua era provavelmente uma das línguas faladas em Teotihuacan, o maior centro ceremonial Mesoamericano do período clássico, que teria ocorrido por volta dos anos 600 D.C.
O povo Otomi da Era pré-colombiana não tinha um sistema de escrita próprio, mas a expressão ideográfica da Escrita asteca era usada pelos Otomi e pelos Náhuatle. Os Otomi muitas vezes traduziam os nomes de locais ou governantes para sua língua em lugar de usar nomenclaturas Nahuatle. Por exemplo, o nome e Nahuatl para o local Tenochtitlān, "lugar do cactus Opuntia", foi modificado para *ʔmpôndo em proto-Otomi, com o mesmo significado. Nas variante do Otomi moderno o nome para México foi modificado para ʔmôndo (em Ixtenco Otomi) ou ʔmóndá (em Mezquital Otomi). Em alguns dialetos Otomi das terras alta, o país é chamado mbôndo. Apenas o Tilapa Otomi e o Acazulco Otomi preservam a pronúncia original.

### Período colonial

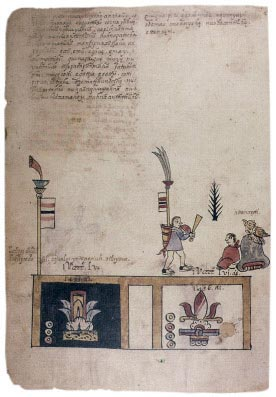
Páguna do século XVI – Otomi - Codex Huichapan; 2 símbolos glifos.

Na época da Colonização espanhola, os ‘’Otomis’’ tinham uma distribuição geográfica muito maior do que tem hoje, com grandes áreas dos atuais estados de Jalisco e Michoacan. Com o início do domínio espanhol, os Otomi experimentaram uma expansão geográfica, pois os espanhóis os usavam como guerreiros na expansão para conquista do norte do México. Durante e após a Guerra do Mixtón, na qual os guerreiros Otomi lutaram para os espanhóis, esses índios se estabeleceram um áreas de Querétaro (fundaram a cidade com esse nome) e de Guanajuato, as quais mais tarde vieram a ser habitadas por nômades Chichimecas. Como os historiadores do período colonial  como Bernardino de Sahagún usaram principalmente falantes de Nahua como fonte de informações para as histórias colonial, a imagem negativa que os Nahuas tinham dos Otomis se perpetuaram durante todo período colonial, o que fez com que esses gradualmente sua língua.
"Otomi Clássico" é o termo usado para se referir ao Otomi falado nos primeiros séculos do domínio colonial. Nesse estágio histórico a lingual foi brindada com o alfabeto latino e documentada por frades Espanhóis que aprenderam a língua para fazer proselitismo religioso com os indígenas. Os textos em Otomi Clássico não são mui facilmente compreensíveis, pois os frades de idioma espanhol falhavam ao entender os diversos e muitos sons Otomi para vogais e consoantes. Frades e Monges das ordens mendicantes, como os Franciscanos, escreveram gramáticas, sendo a mais antiga a do Frei  Pedro de Cárceres' Arte de la lengua othomí [sic], escrita talvez por volta de 1580, mas publicada somente em 1907. Em 1605, Alonso de Urbano escrever um dicionário trilingual – Espanhol-Nahatel-Otomi, o qual também incluía notas gramáticas da língua Otomi. O gramático do Nahuatle, Horácio Carochi teria escrita também uma gramática Otomi, mas não há hoje cópias. Na segunda metade do século XVIII, um frade jesuíta anônimo escreveu uma gramática denominada Luces del Otomi. Na mesma época Neve y Molina escreveu um dicionário e uma gramática.
Durante o período colonial, muitos Otomis foram ensinados a ler e a escrever na sua própria língua e, assim, existe uma significante quantidade de documentos escritos Otomis datando desse período, tanto obras seculares como religiosas, sendo os mais conhecidos os Códices de  Huichapan e Jilotepec. O Codex Huichapan Codex reproduzido e traduzido por  Ecker, Códice de Huichapan.
Com o fim do período colonial do México em 1813, os Otomis não mais foram reconhecidos como Grupo Indígena e sua língua perdeu o status de língua da Educação, assim se encerrando o perído do Otomi Clássico com língua literária.

### Moderno Otomi

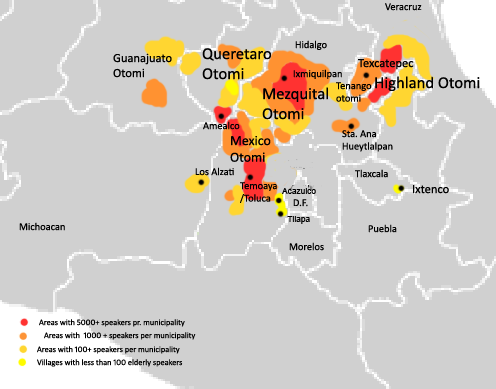
Áreas falantes Otomi no México. (As reais localizações de Acazulco e são mais ao sul do que indicado no mapa)

Otomi é descrita tradicionalmente como uma lingua isolada, embora seus muitos dialetos não são mutuamente inteligíveis. A classificação de línguas do SIL Internacional de Ethnologue considera Otomi como um termo que engloba nove línguas Otomi separadas, cada um com um próprio código ISO. Outros linguístas, porém, consideram Otomi como o melhor nome para um “continuum” de dialetos claramente diferenciados de sua mais próxima lingual, o Mazahua. Assim será considerada a língua neste artigo.

## Falantes por estado
| Região           | Qtde    | PercentagemPercentual em relação ao total da população falante de Otomi. |
| ---------------- | ------- | ------------------------------------------------------------------------ |
| Distrito Federal | 12.460  | 5.2%                                                                     |
| Querétaro        | 18.933  | 8.0%                                                                     |
| Hidalgo          | 95.057  | 39.7%                                                                    |
| México           | 83.362  | 34.9%                                                                    |
| Jalisco          | 1.089   | 0.5%                                                                     |
| Guanajuato       | 721     | 0.32%                                                                    |
| Puebla           | 7.253   | 3.0%                                                                     |
| Michoacan        | 480     | 0.2%                                                                     |
| Novo Leon        | 1.126   | 0.5%                                                                     |
| Veracruz         | 16.822  | 7.0%                                                                     |
| Resto do México  | 2.,537  | 1.20%                                                                    |
| Total:           | 239.850 | 100%                                                                     |

A classificação dos dialetos em três grupos é conforme segue (conforme Lastra exceto no que se refere ao dialeto Amealco):
- Grupo leste, que inclui todos dialetos falados a leste de Valle del Mezquital no centro do estado de Hidalgo mais duas vilas no Estado do México. Especificamente: os dialetos das Terras Altas (No Ethnologue – Otomi das Terras Altas, Otomi Texcatepec, Otomi Tenango); Otomi de Santa Ana Hueytlalpan, bem como três dialetos geograficamente distantes dos anteriores: dialetos de Tilapa e Acazulco no Estado do México; finalmente o dialeto de Ixtenco (Tlaxcala).
- Grupo do Noroeste, que inclui os dialetos de Mezquital, Querétaro, Guanajuato.
- Grupo Sudoeste, que inclui o chamado Dialeto do estado do México, o de Chapa de Mota, o de  Jilotepec, o de Toluca e o de San Felipe los Alzatí, Michoacan. (em fato, todos os antes citados, exceto o de Alzati, são falados na metade norte do lobo oeste do Estado do México.)

O Ethnologue divide a lingua Otomi em nove grupos.

## Fonologia
Os fonemas do Otomi do Vale de Mezquital, o dialeto mais falado, estão apresentados nsas tabelas a seguir, usando o que vem se tornando a ortografia para o dialeto. Em alguns casos, o símbolo ortográfico é acompanhado pelo símbolo IPA para o alofone primário. O uso da trema (“diaeresis” para indicar nasalização e uso do “underscore” para a transcrição do Otomi foram dispositivos usados por décadas e se tornaram mais comuns nos anos 90.

### Consoantes
|                         | Bilabial | Dental | Alveolar | Palatal | Velar | Glotal |
| ----------------------- | -------- | ------ | -------- | ------- | ----- | ------ |
| Ejetiva oclusiva        |          | t'     | ts'      | ch'     | k'    |        |
| Stop não aspirada       | p        | t      | ts       | ch      | k     | '      |
| Stop glotalizada sonora | 'b       |        |          |         |       |        |
| Sonora Fricativa        | b [β]    | d [ð]  | z        | zy [ʒ]  | g [ɣ] |        |
| Surda Fricativa         | f [ɸ]    | th [θ] | s        | x [ʃ]   | j [x] | h      |
| Plena Nasal             | m        | n      |          | ñ [ɲ]   |       |        |
| Glotalizada Nasal       | 'm       | 'n     |          | 'ñ      |       |        |
| Suave Nasal             | hm       | hn     |          | hñ      |       |        |
| Vibrante                |          |        | r        |         |       |        |
| Glotalizada Vibrante    |          |        | 'r       |         |       |        |
| Lateral                 |          |        | l        |         |       |        |
| Semivogal               | u [w]    |        |          | y [j ]  |       |        |
| Glotalizada Semivogal   | 'u       |        |          | 'y      |       |        |
| Suave Semivogal         | hu       |        |          | hy      |       |        |

A ortografia para as fricativas sonoras usa as letras 'b, d, g' que representam as oclusivas sonoras conf. IPA. 'f, th, j' são oclusivas aspiradas não-sonoras em outros dialetos. Investigadores de alguns dialetos (Ex.:Andrews para o Mezquital) dá um status fonêmico às séries labio-velares /kʷ, gʷ, jʷ/, onde 'jʷ' se iguala a xʷ.

### Vogais
As vogais do dialeto do Vale de Mezquital estão na seguinte Tabela:
|              | Frontal | Frontal  | Central | Central | Posterior | Posterior |
| oral         | nasal   | oral     | nasal   | oral    | nasal     |           |
| ------------ | ------- | -------- | ------- | ------- | --------- | --------- |
| Fechada      | i       | (ï [ĩ ]) | u [ɨ]   |         | u         | (ü [ũ])   |
| Meio fechada | e       |          | o [ɘ]   |         |           | (ö [õ])   |
| Quase aberta | e [æ]   | ë ([æ̃])  |         |         | a [ɔ]     |           |
| Aberta       |         |          | a       | ã       |           |           |